# Imola (Ungarn)
Imola ist eine ungarische Gemeinde im Kreis Putnok im Komitat Borsod-Abaúj-Zemplén.

## Geografische Lage
Imola liegt in Nordungarn, 39,5 Kilometer nordwestlich des Komitatssitzes Miskolc und 16,5 Kilometer nordöstlich der Kreisstadt Putnok. Nachbargemeinden sind Ragály und Kánó.

## Geschichte
Im Jahr 1913 gab es in der damaligen Kleingemeinde 77 Häuser und 347 Einwohner auf einer Fläche von 3153  Katastraljochen. Sie gehörte zu dieser Zeit zum Bezirk Putnok im Komitat Gömör és Kishont.

## Sehenswürdigkeiten
- Gedenksäule der Freiheitskämpfe 1848 und 1956, erschaffen von István Ulman und Lajos Baffy
- Ördöglyuk-Höhle, nordwestlich des Ortes in der Nähe der ehemaligen Burg gelegen
- Reformierte Kirche, erbaut 1785–1786 (Spätbarock)
- Traditionelle Bauernhäuser

## Verkehr
Durch Imola verläuft die Landstraße Nr. 2607. Es bestehen Busverbindungen nach Ragály. Die nächstgelegenen Bahnhöfe befinden sich in Putnok, östlich in Szendrő und südöstlich in Kazincbarcika.